# Just Jaeckin
Just Jaeckin, né le 8 août 1940 à Vichy et mort le 6 septembre 2022 à Saint-Malo, est un cinéaste, photographe, peintre et sculpteur français.
Il est surtout connu pour avoir réalisé le film érotique Emmanuelle sorti en 1974, l'un des plus gros succès du cinéma français et l'un des longs métrages les plus longtemps projetés au cinéma.

## Biographie

### Service militaire
En 1958, à l'âge de 18 ans, Just Jaeckin est appelé à servir en Algérie, où il officie comme photographe de guerre. Au cours de son séjour de 28 mois, il photographie Ahmed Ben Bella et Mehdi Ben Barka, et rencontre notamment les jeunes Philippe Labro, Francis Veber et Jacques Séguela, appelés du contingent comme lui.

### Activités artistiques

#### Photographie

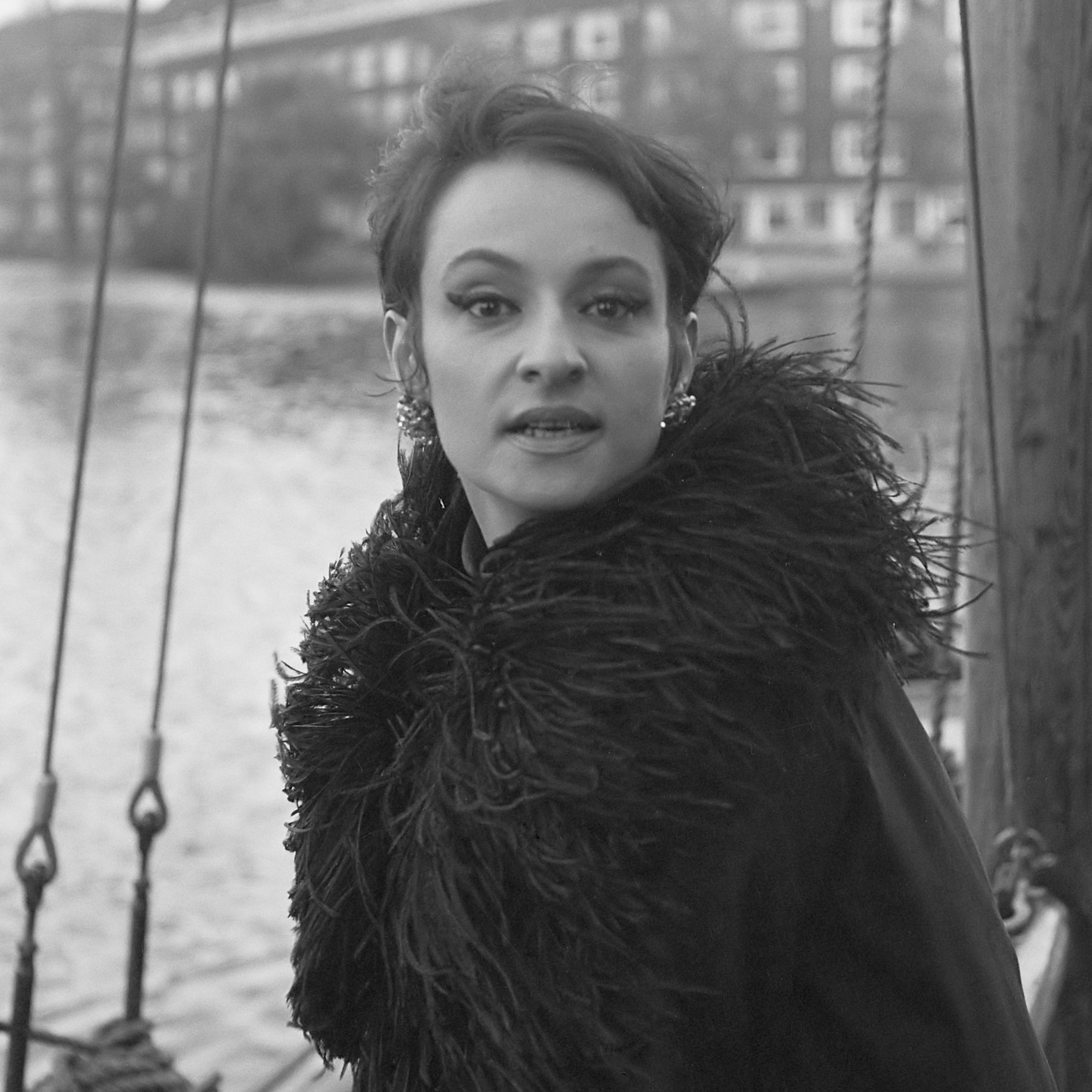
Durant les années 1960, il photographie la chanteuse Barbara.

Jaeckin devient un photographe de mode réputé dans les années 1960, pour les magazines Elle, Marie Claire et Vogue.
Il est alors l'auteur de photographies de stars et de personnalités comme Barbara, dont l'une sera reproduite sur l'affiche de l'exposition Barbara (2017-2018).

#### Emmanuelle

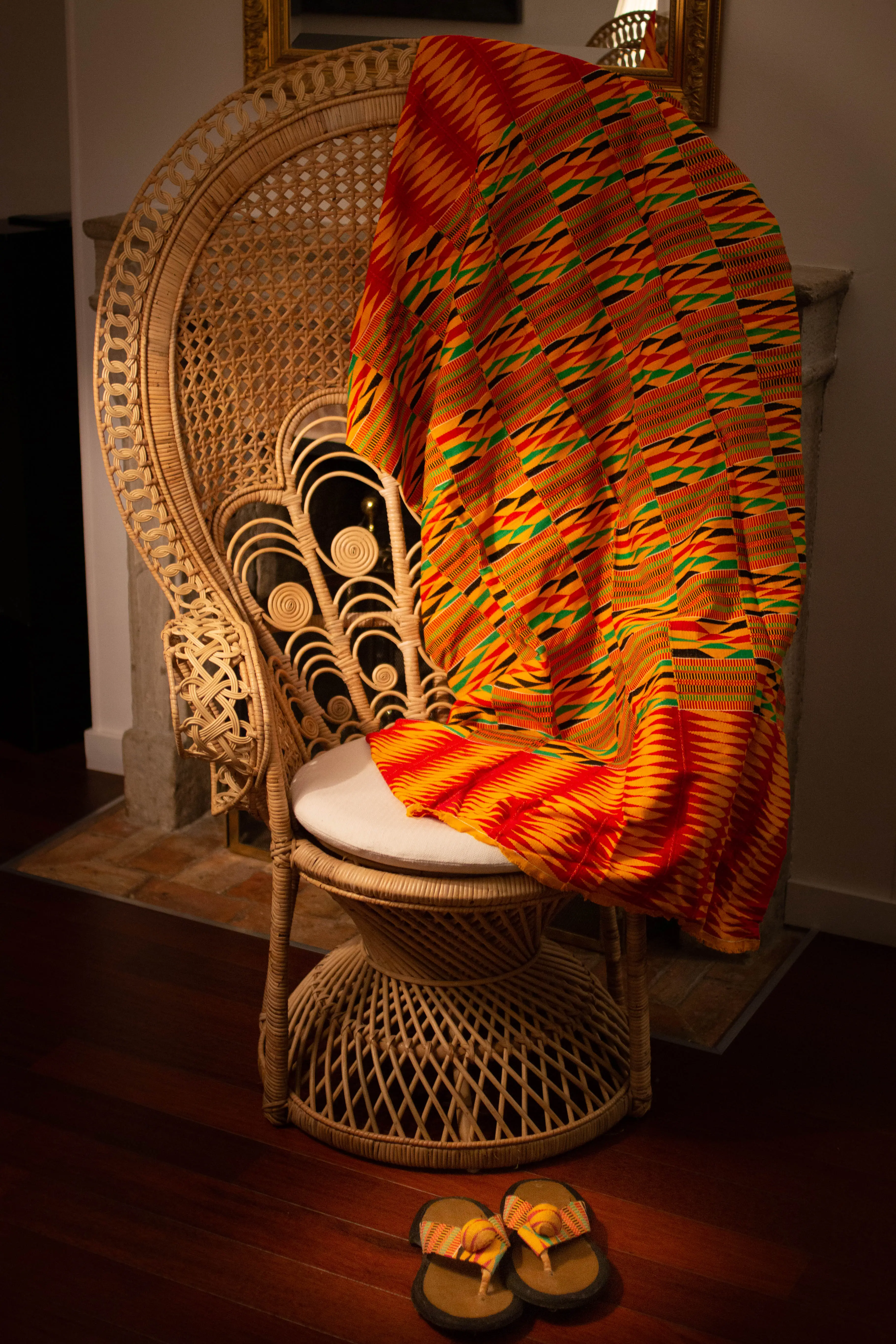
Le style de fauteuil du film Emmanuelle.

Just Jaeckin se fait connaître du public en 1974, à la sortie de son premier long métrage comme réalisateur, Emmanuelle, d'après le roman d'Emmanuelle Arsan. Le rôle-titre est incarné par Sylvia Kristel et la chanson du générique est interprétée par Pierre Bachelet. Avec 8 millions d'entrées en France et environ 100 millions de dollars de recette dans le monde, ce film est l'un des plus grands succès du cinéma français à l'étranger. Le film reste par exemple à l’affiche dans une salle de l'Avenue des Champs-Élysées, à Paris, pendant plus de dix ans, avec des sous-titres en anglais. Pour Clélia Cohen, dans le journal Libération, il a su sentir «l'air du temps», avec une «révolution sexuelle» qui gagne du terrain au cinéma, et un «exotisme de pacotille». Il a créé une imagerie érotique qui perdure, même si, toujours selon Clélia Cohen, « il avait une réticence vis-à-vis des scènes osées qu'il comblait par tout un tas de cache-sexes ». Pour cette journaliste également réalisatrice, ses images, en révélant peu de choses et en incitant davantage à la rêverie, ont probablement renforcé le succès de ce long métrage. Il serait un des rares, dans l'équipe du film, à avoir retenu une rémunération au pourcentage, les autres n'étant pas convaincus du succès. Ce choix lui a assuré des revenus importants et pérennes.

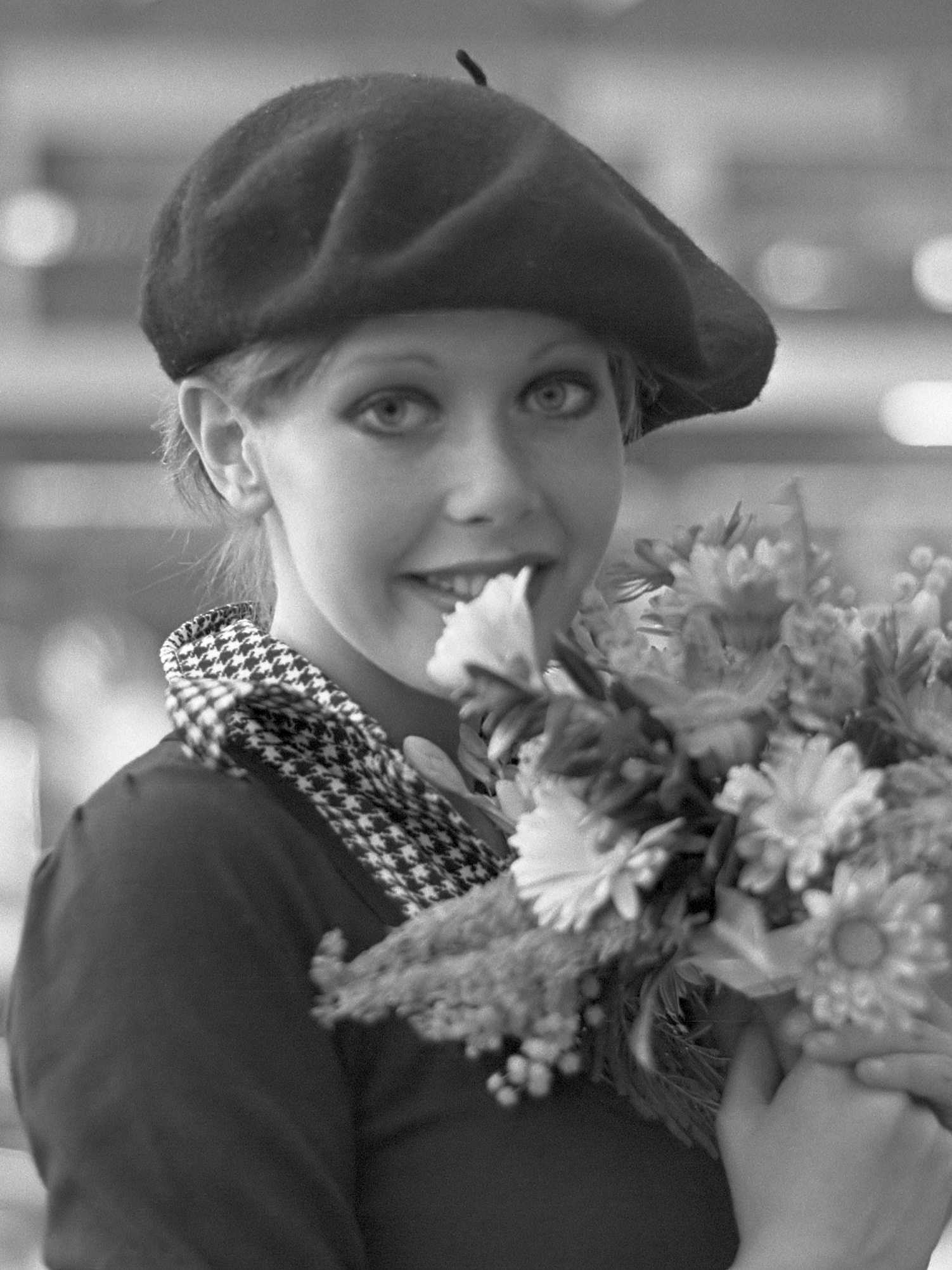
L'actrice Sylvia Kristel à l'époque du tournage.

Just Jaeckin se voit alors proposer, pendant quelques années, des films dans le même registre érotique. Il réalise Histoire d’O, d'après le livre de Pauline Réage, puis Madame Claude,.
Les suites d'Emmanuelle (films et téléfilms), auxquelles Just Jaeckin ne participe pas, n'obtiennent pas, par contre le même accueil.

#### Salut champion
Après avoir tourné quelques films pour la plupart érotiques, Just Jaeckin réalise deux des treize épisodes de la série télévisée Salut champion consacrée au sport et diffusée en première partie de soirée sur TF1 en 1981 avec notamment Jacques Charrier et Chantal Nobel.

#### Gwendoline

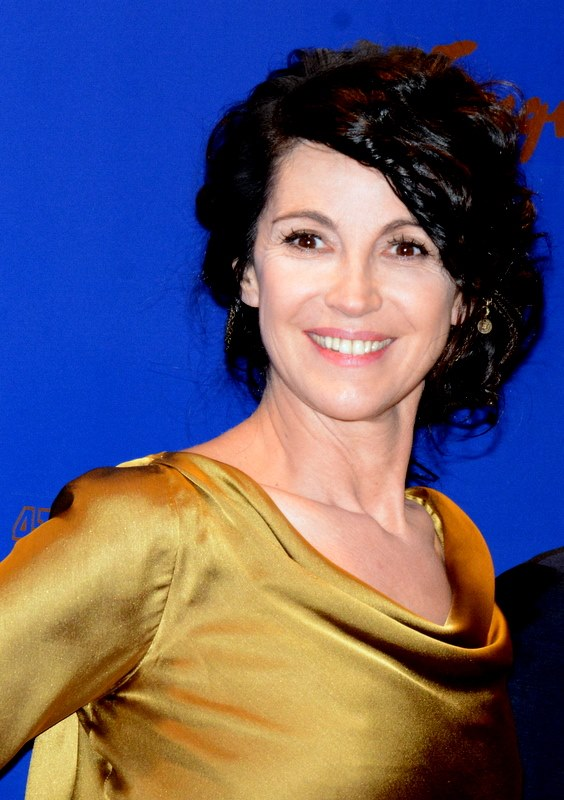
L'actrice Zabou en 2016.

Dix ans après Emmanuelle, Just Jaeckin réalise Gwendoline,, adapté de la bande dessinée Adventures of Sweet Gwendoline de John Willie, un film d'aventures avec Zabou et Bernadette Lafont. La création des costumes est confiée aux dessinateurs de bande dessinée Claude Renard et François Schuiten. Après 1984, il ne réalise quasiment plus de longs métrages de fiction, et se consacre surtout à ses activités de peintre et de sculpteur.

#### Apparition dans les médias
Just Jaeckin a souvent témoigné dans des documentaires et émissions de télévision pour évoquer son film Emmanuelle : « Quoi que je fasse, je mourrai monsieur Emmanuelle ! », expliquait-il. Il fait l'une de ses dernières apparitions dans le documentaire Emmanuelle, la plus longue caresse du cinéma français réalisé par Clélia Cohen en 2021.

### Vie privée

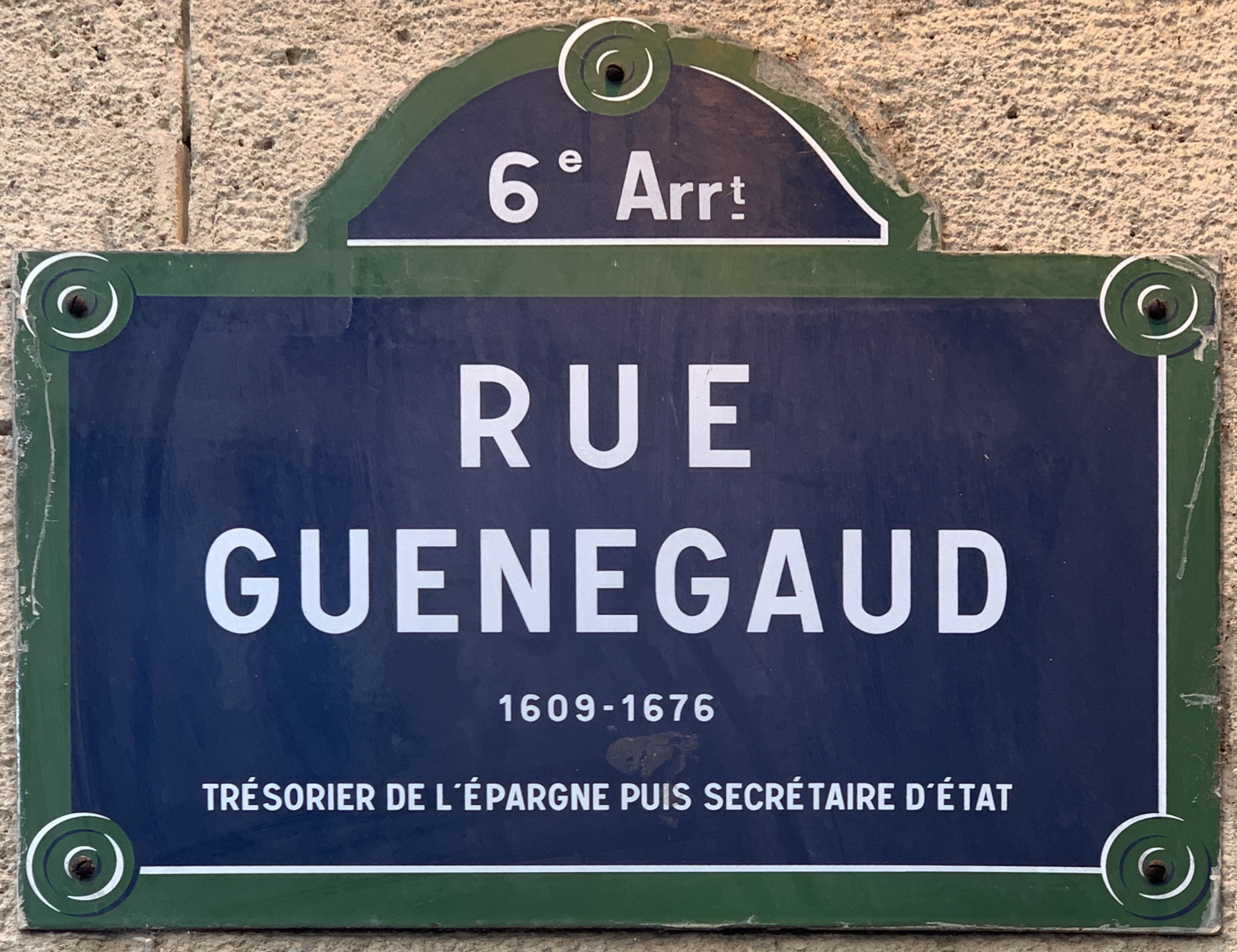
Une galerie d'art au 19, Rue Guénégaud à Paris.

Just Jaeckin et son épouse Anne sont les propriétaires d'une galerie d'art, rue Guénégaud à Paris, ouverte en 2001. Ils y exposent des peintures et des sculptures, notamment les leurs (sa femme est également sculptrice),.

### Mort

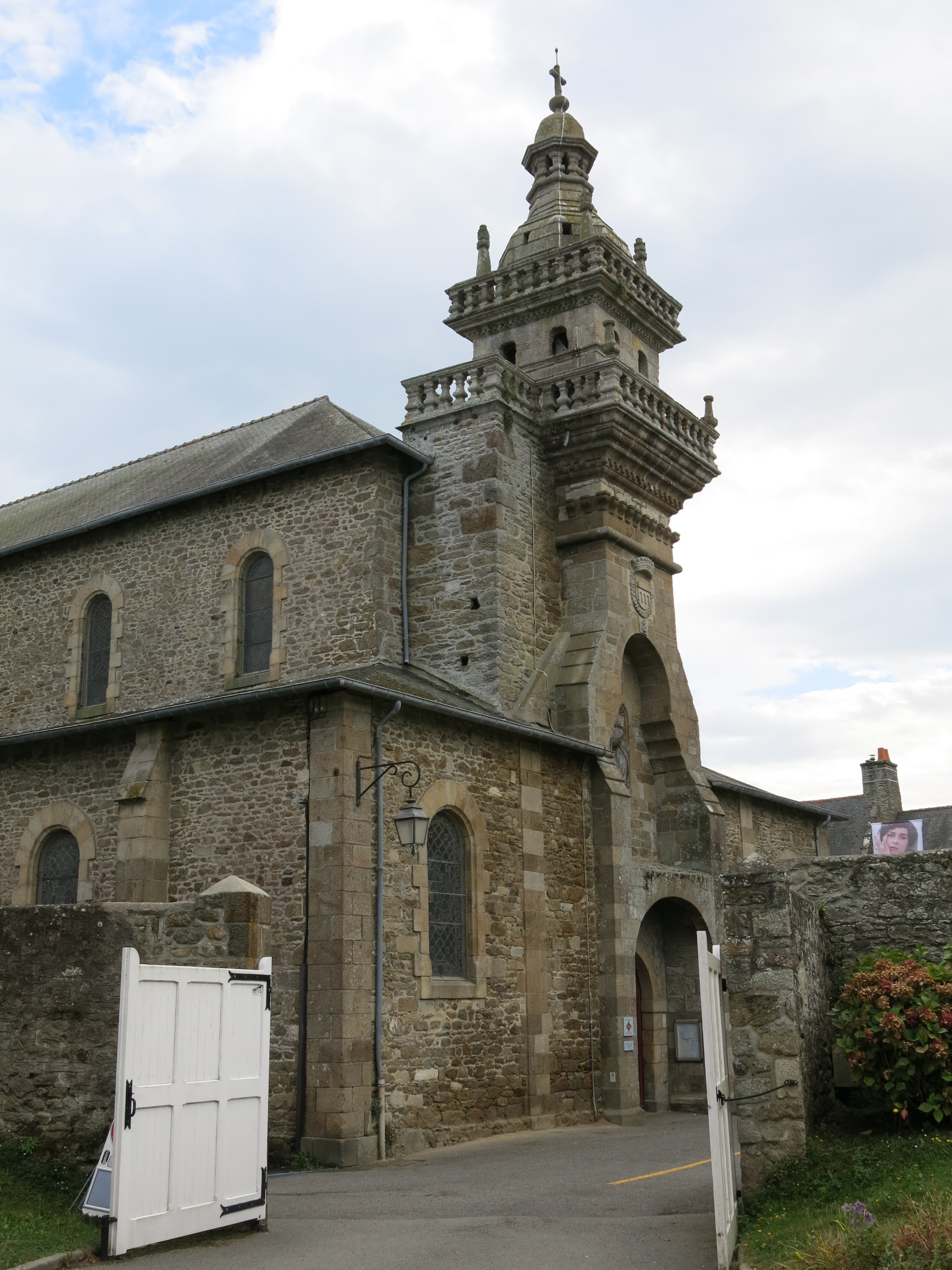
Ses obsèques sont célébrées à l'église de Saint-Briac-sur-Mer, en Bretagne.

Just Jaeckin meurt le 6 septembre 2022 à Saint-Briac-sur-Mer à l'âge de 82 ans, des suites d'une « longue maladie ». Ses obsèques sont organisées le 12 septembre en l'église communale.

## Filmographie

### Cinéma

#### Réalisateur
- 1969 : Je, tu, elles… (ou Elles plus elles) (I. You. They) réalisé par Peter Foldes, nous remercions Just Jaeckin
- 1974 : Emmanuelle
- 1975 : Histoire d'O (Story of O)
- 1976 : Spermula (ou Amour est un fleuve en Russie) réalisé par Charles Matton, sous la supervision de Just Jaeckin (non crédité)
- 1977 : Madame Claude (The French Woman)
- 1978 : Le Dernier Amant romantique (The Last Romantic Lover)
- 1979 : Collections privées (réalisation du segment L'Île aux sirènes) (Private Collections) / (プライベート・コレクション)
- 1980 : Girls (ou Les Femmes-enfants) (Girls - Die kleinen Aufreisserinnen)
- 1981 : L'Amant de Lady Chatterley (Lady Chatterley's Lover)
- 1984 : Gwendoline (The Perils of Gwendoline in the Land of the Yik-Yak)

#### Acteur
- 1975 : Histoire d'O (Story of O) : maître
- 1977 : Madame Claude (The French Woman) : un homme à une fête
- 1978 : Le Dernier Amant romantique (The Last Romantic Lover) : candidat non retenu
- 1979 : Collections privées (segment L'Île aux sirènes) (Private Collections) / (プライベート・コレクション) : un marin
- 1980 : Girls (ou Les Femmes-enfants) (Girls - Die kleinen Aufreisserinnen) : le guitariste du métro
- 1981 : L'Amant de Lady Chatterley (Lady Chatterley's Lover) : le messager[12]
- 1984 : Gwendoline (The Perils of Gwendoline in the Land of the Yik-Yak) : homme dans marin chapeau fumer cigare

### Télévision

#### Réalisateur
- 1981 : Salut champion (série télévisée)
  - épisode 3, « Moto story »
  - épisode 12, « La Formule 1 »

- 1991 : The King of Ads (documentaire ; publicité Seiko commercial)
- 1993 : The King of Ads, Part 2 (documentaire)

#### Acteur[13]
- 1975 : Les Rendez-vous du dimanche
- 2007 : Un jour, un destin
- 2014 : Electric Boogaloo: The Wild, Untold Story of Cannon Films
- 2015 : Vivement dimanche
- 2019 : Porn Culture
- 2020 : The Emmanuelle Effect

### Clip

#### Réalisateur
- 1984 : Chanson Who Wears These Shoes? (avec Elton John)
- 1984 : Publicité Pacific - La pêcheuse (avec Stephanie Seymour)
- 1985 : Chanson Tonight It's You (avec Cheap Trick)
- 1985 : Chanson "8" Ball (avec Herb Alpert)
- 1985 : Publicité Chaussure Lacoste (avec ?)
- 1988 : Publicité Email diamant dentifrice : La femme au chapeau

### Entretien
- 2022 : Entretien | JUST JAECKIN | FilmoTV

## Box-office
| Titre                       | Année | Nb. d'entrées France |
| --------------------------- | ----- | -------------------- |
| Emmanuelle                  | 1974  | 8 893 996            |
| Histoire d'O                | 1975  | 3 512 531            |
| Spermula                    | 1976  | N/A                  |
| Madame Claude               | 1977  | 1 142 455            |
| Le Dernier Amant romantique | 1978  | 111 323              |
| Collections privées         | 1979  | N/A                  |
| Girls                       | 1980  | 557 062              |
| L'Amant de Lady Chatterley  | 1981  | 1 134 750            |
| Gwendoline                  | 1984  | 944 892              |
| The King of Ads             | 1991  | N/A                  |
| The King of Ads, Part 2     | 1993  | N/A                  |

## Publication
- Tout Just : souvenirs, Monaco, Éditions du Rocher, 2006, 325 p.  (ISBN 2-268-05688-0)